# Phyllophila rufescens
Phyllophila rufescens là một loài bướm đêm trong họ Noctuidae.